# شب‌های من زیباتر از روزهای توست
شب‌های من زیباتر از روزهای توست (به انگلیسی: My Nights Are More Beautiful Than Your Days) فیلمی محصول سال ۱۹۸۹ و به کارگردانی آندژی ژووافسکی است. در این فیلم بازیگرانی همچون سوفی مارسو، ژاک دوترون، والری لاگرانژ و لور کیلینگ ایفای نقش کرده‌اند.